# Мальмстрём, Август
Юхан Август Мальмстрём (швед. Johan August Malmström; 14 октября 1829, Мутала — 18 октября 1901, Стокгольм) — шведский исторический и жанровый живописец.

## Биография

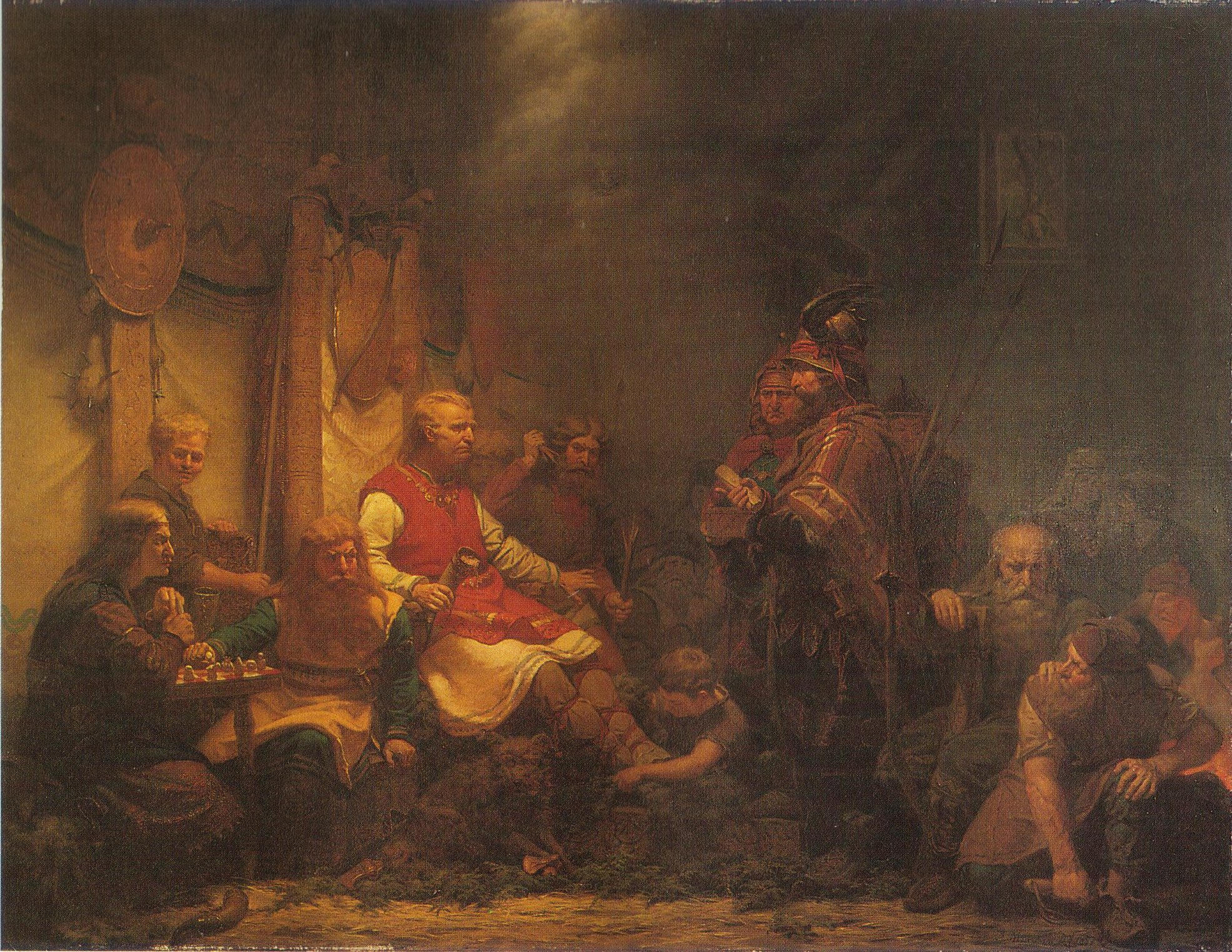
«Посланцы короля Эллы у сыновей Рагнара Лодброка» (1857)

Юхан Август Мальмстрём родился в 1829 году. Его отец был плотником и скульптором, который управлял небольшой фермой. Август вместе с братом помогал отцу с сельским хозяйством и работой по дереву. Он рано проявил интерес к рисованию и живописи. В подростковом возрасте он был достаточно опытным, чтобы содержать свою семью, он делал небольшие картины и цветные рисунки, которые дарили на дни рождения. Его родители признали его талант и продали своего единственного вола, чтобы финансировать его обучение в Стокгольме.

«Ингеборг узнаёт о гибели Хьяльмара от Одда Стрелы» (1859)

В 1850-1856 годах учился в Стокгольмской академии художеств, а затем продолжил образование в Дюссельдорфе. В 1857 году вместе с Мартеном Эскилом Вингем отправился в Париж, где занимался в мастерской Кутюра. Стипендия шведского правительства позволила ему совершить путешествие по Италии, где он сделал несколько копий работ Рафаэля и Тициана в Палаццо Боргезе.
В 1867 году занял должность профессора в Стокгольмской академии художеств Хотя из-под его кисти вышло несколько милых, согретых теплым чувством жанровых картин, однако, главным направлением его творчества стала живопись на темы из древних скандинавских легенд и мифологии. Трактуя подобные темы, он выказывает богатство своей фантазии, блеск красок и выраженное чувство гармонии. Этими достоинствами отличаются такие его полотна, как: «Король Хеймир и Аслауг» (1856), «Сыновья Рагнара получают весть о смерти их отца» (1857), «Викинги хоронят своих сподвижников» (1858), «Ингеборг получает известие о смерти Хьяльмара от Одда Стрелы» (1859), «Битва при Блавалле» (1870). Проиллюстрировал своими рисунками издания скандинавских саг, а также поэму Эсайаса Тегнера «Фритьоф Смелый» (1825), а также ряд других литературных произведений.

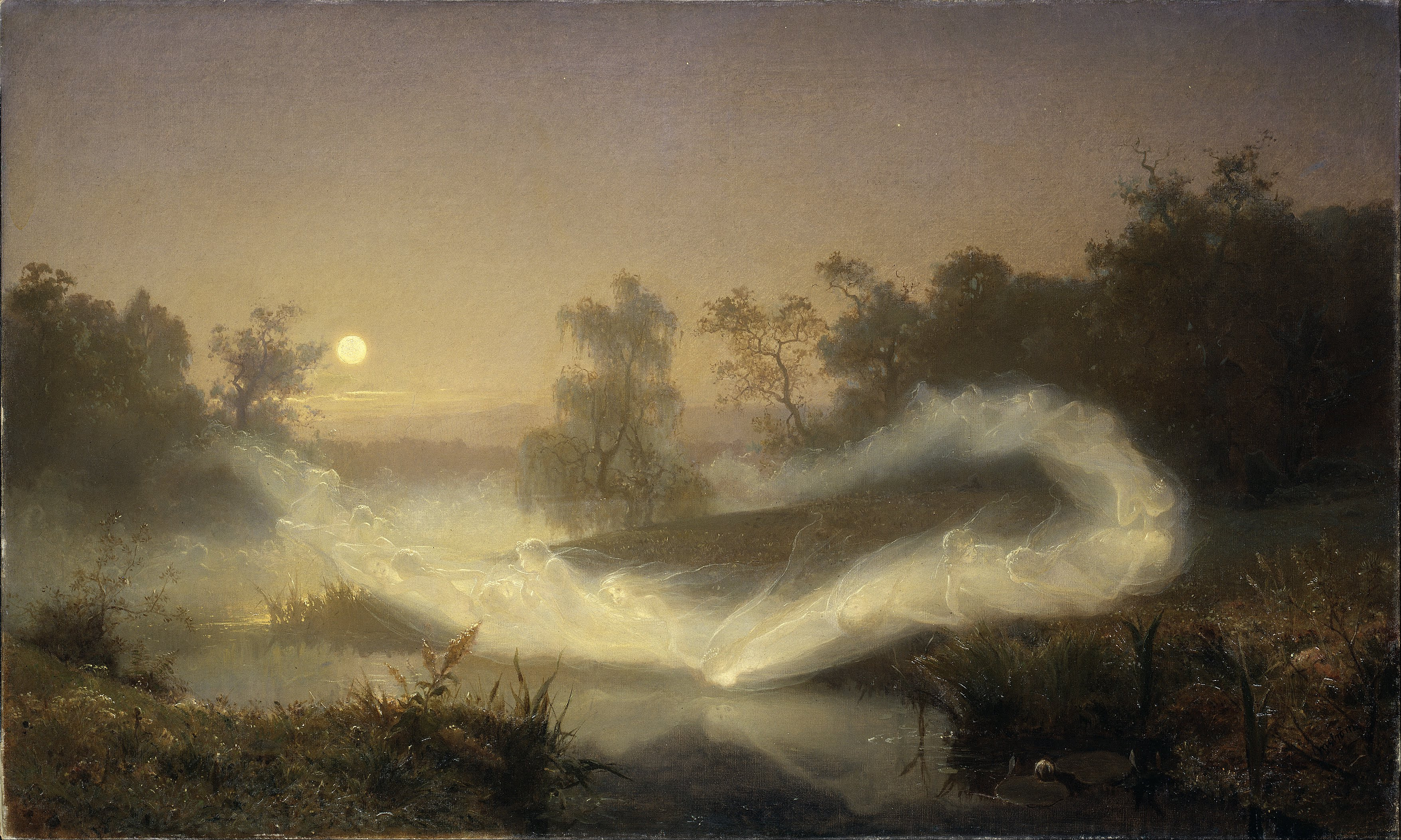
«Танцующие феи» (1866)

С 1867 по 1894 год преподавал в королевской школе искусств в Стокгольме, а с 1887 по 1893 год являлся её директором. В числе его учеников были Анна Крамер и Элиза Арнберг.